# ماتياس نيسنر
ماتياس نيسنر (بالإنجليزية: Matthias Nießner) (مواليد 1986) وهو أستاذ في علوم الكمبيوتر ورائد أعمال من ألمانيا، يعمل في مجال الرسوميات الحاسوبية والرؤية الحاسوبية وهو أستاذ مساعد في علوم الكمبيوتر في جامعة ميونخ التقنية. وكان في السابق أستاذا زائرا في جامعة ستانفورد.
مُنح نيسنر جائزة أبحاث جوجل في عام 2017 عن الصور الرمزية الواقعية من مقاطع الفيديو: الرسوم المتحركة من وجوه بشرية بالإضافة إلى زمالة رودولف موسباور من جامعة ميونيخ التقنية.

## تعليمه وعمله
تلقى نيسنر شهادة الدكتوراه في الرسوميات الحاسوبية من جامعة إرلنغن نورنبيرغ في عام 2013 وحصل على درجة الدبلوم في عام 2010. وقد تم تقديم أطروحته حول موضوع التقديم السطحي للتقسيم الفرعي باستخدام فسيفساء الأجهزة في عام 2013 وحصل على أعلى مرتبة. من عام 2013 إلى عام 2017 كان نيسنر أستاذاً مساعداً زائراً في جامعة ستانفورد. منذ عام 2017، عمل أستاذا مساعدا في TUM، حيث كان يرأس مختبر الحوسبة المرئية.
كان نيسنر يركز على إعادة الإعمار ثلاثي الأبعاد وفهم المشهد الدلالي. من أشهر أعماله هو إعادة تمثيل الوجه على وجه الخصوص. طور مع زملائه Face2Face الذي كان أول عمل للتلاعب بتعابير الوجه من بيانات RGB. وفي الآونة الأخيرة، كان يعمل على فهم المشهد الدلالي ثلاثي الأبعاد، طور مع زملائه ScanNet وهي أول مجموعة بيانات ثلاثية الأبعاد ذات كثافة سكانية كبيرة.

## وصلات خارجية
- Matthias Nießner's Home Page
- Matthias Nießner at الببليوغرافيا الرقمية ومشروع المكتبة Bibliography Server